# ستيلا أوباسانجو
ستيلا أوباسانجو (بالإنجليزية: Stella Obasanjo)‏(14 نوفمبر 1945 - 23 أكتوبر 2005) كانت سيدة نيجيريا الأولى من عام 1999 حتى وفاتها وزوجة الرئيس النيجيري أولوسيجون أوباسانجو وابنة كريستوفر إبيبي الرئيس السابق لشركة افريكان يونايتد (United African Company of Nigeria PLC).